# Bahnhof Au (Sieg)

Der Bahnhof Au (Sieg) ist der Bahnhof der Ortschaft Au (Sieg), einem Ortsteil von Windeck in Nordrhein-Westfalen. Er hat trotz der geringen Einwohnerzahl des Ortes als Trennungsbahnhof eine wichtige Funktion in der Region. Insbesondere für Berufspendler aus dem Landkreis Altenkirchen, dem Kreis Neuwied und dem Westerwaldkreis stellt er eine wichtige Anbindung in Richtung Siegen, Köln, Bonn, Düsseldorf und Aachen dar.

## Geschichte
Der Bahnhof wurde am 1. August 1860 als Bestandteil der Deutz-Gießener Bahn der Cöln-Mindener Eisenbahn-Gesellschaft eröffnet. Am 1. Mai 1887 ging die Oberwesterwaldbahn nach Altenkirchen in Betrieb, wo Anschluss nach Engers bestand. Dadurch wurde Au zu einem Eisenbahnknotenpunkt mit ausgedehnten Gleisanlagen. Seit dem 2. Juni 1991 ist der Bahnhof Endbahnhof der Kölner S-Bahn-Linie S12.

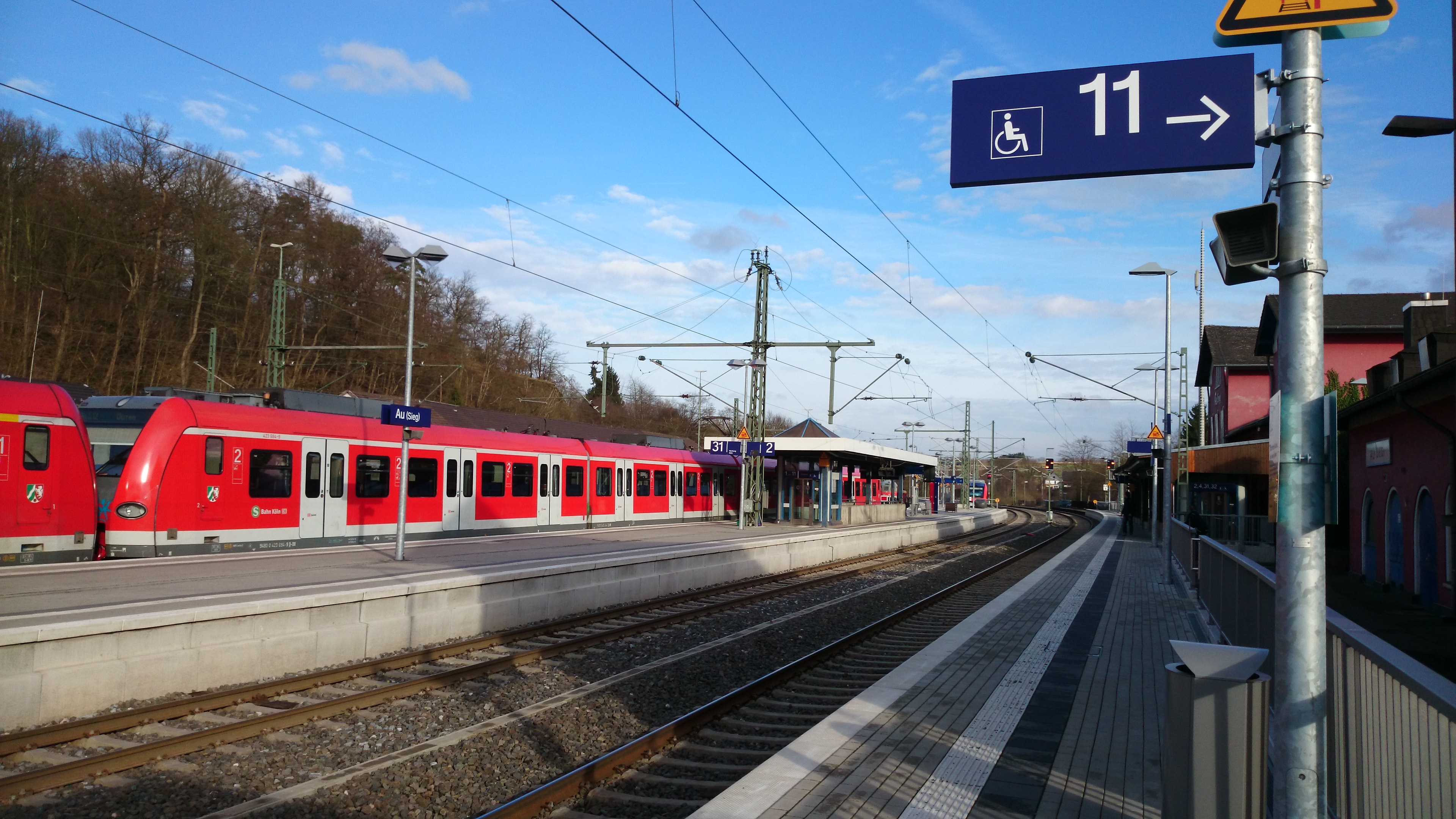
Bahnhof Au (Sieg) nach der Modernisierung (2014)

Seit der Modernisierung der Bahnanlagen, die Ende 2013 abgeschlossen wurde, hat der Bahnhof Au (Sieg) sechs im regulären Betrieb benutzbare Bahnsteiggleise.

## Verkehrsanbindung
Bis zum Fahrplanwechsel 2014/2015 im Dezember 2014 war der Bahnhof Au (Sieg) der Endbahnhof zweier Regionalbahnlinien. Die RB 90 (zuvor RB 28, Oberwesterwaldbahn) Limburg an der Lahn – Diez Ost – Westerburg – Hachenburg – Altenkirchen endete im Bahnhof Au (Sieg). Die Linie RB 95 (Sieg-Dill-Bahn) verkehrte von Dillenburg über Siegen und Betzdorf (Sieg) nach Au (Sieg). Zum Fahrplanwechsel 2014/2015 wurden diese beiden Linien zu einer durchgehenden, umsteigefreien Linie RB 90 (Westerwald-Sieg-Bahn) zusammengelegt.
Bis ins Jahr 2004 wurde das Verkehrsangebot der Dreiländerbahn, welches auch die RB 28 bis ins Jahr 2004 sowie die RB 95 bis ins Jahr 2013 beinhaltete, durch die DB Regio betrieben. 2004 übernahm die Vectus Verkehrsgesellschaft den Betrieb auf der Oberwesterwaldbahn zwischen Limburg (Lahn) und Au (Sieg). Im Jahr 2014 übernahm die Hessische Landesbahn GmbH (HLB), Bereich Dreiländerbahn, nach gewonnener Ausschreibung das Netz der Dreiländerbahn mit Fahrzeugen und Personal von Vectus. Aufgrund der Verlängerung der RB 90 bis nach Siegen verkehrt die RB 95 heute nur noch zwischen Dillenburg und Siegen.
Auf der Hauptstrecke (der Siegstrecke von Köln nach Siegen) verkehren die Regional-Express-Züge von Aachen über Köln und Betzdorf nach Siegen (RE 9) sowie die S-Bahn-Linie S 12 (von Montag bis Freitag auch die S-Bahn-Linie S 19) von Horrem über Köln-Ehrenfeld bis nach Au (Sieg).
Au liegt am Ende der Holzbachtalbahn (Au(Sieg)-Altenkirchen-Flammersfeld-Puderbach-Selters-Siershahn-Ransbach/Baumbach-Grenzau-Engers), der Abschnitt von Altenkirchen nach Au wird durch die RB90 der HLB bedient.
| Linie | Verlauf | Takt                                             |
| ----- | --- | ------------------------------------------------ |
| RE 9  | Rhein-Sieg-Express: Aachen Hbf – Aachen-Rothe Erde – Stolberg (Rheinl) Hbf – Eschweiler Hbf – Langerwehe – Düren – Horrem – Köln-Ehrenfeld – Köln Hbf – Köln Messe/Deutz – Porz (Rhein) – Troisdorf – Siegburg/Bonn – Hennef (Sieg) – Eitorf – Herchen – (Dattenfeld –)* Schladern (Sieg) – (Rosbach (Sieg) –)* Au (Sieg) – (Etzbach –)* Wissen (Sieg) – (Niederhövels – Scheuerfeld (Sieg) –)* Betzdorf (Sieg) – Kirchen – Brachbach (– Niederschelden – Eiserfeld (Sieg))* – Siegen Hbf * Halt einzelner Züge im Nacht- und Berufsverkehr Stand: Fahrplanwechsel Dezember 2023 | 60 min                                           |
| RB 90 | Westerwald-Sieg-Bahn: (Kreuztal – Siegen-Geisweid – Siegen-Weidenau –)* Siegen Hbf – Eiserfeld (Sieg) – Niederschelden Nord – Niederschelden – Mudersbach – Brachbach – Freusburg Siedlung – Kirchen – Betzdorf (Sieg) – Scheuerfeld (Sieg) – Niederhövels – Wissen (Sieg) – Etzbach – Au (Sieg) – Geilhausen – Hohegrete – Breitscheidt (Kr Altenkirchen Ww) – Kloster Marienthal (wochentags zweistdl.) – Obererbach – Altenkirchen (Westerwald) – Ingelbach – Hattert – Hachenburg – Unnau-Korb – Nistertal-Bad Marienberg (– Büdingen (Westerw) – Enspel – Rotenhain) (zweistündlich) – Langenhahn – Westerburg – Willmenrod – Berzhahn – Wilsenroth – Frickhofen – Niederzeuzheim – Hadamar – Niederhadamar – Elz (Kr Limburg/Lahn) – Staffel – Diez Ost – Limburg (Lahn) * einzelne Züge an Werktagen Stand: Fahrplanwechsel Dezember 2024 | 60 min zus. Verstärkerzüge Betzdorf–Altenkirchen |
| S 12  | Horrem – Frechen-Königsdorf – Köln-Weiden West – Köln-Lövenich – Köln-Müngersdorf Technologiepark – Köln-Ehrenfeld – Köln Hansaring – Köln Hbf – Köln Messe/Deutz – Köln Trimbornstraße – Köln Airport Businesspark – Köln Steinstraße – Porz (Rhein) – Porz-Wahn – Spich – Troisdorf – Siegburg/Bonn – Hennef (Sieg) – Hennef Im Siegbogen – Blankenberg (Sieg) – Merten (Sieg) – Eitorf – Herchen – Dattenfeld (Sieg) – Schladern (Sieg) – Rosbach (Sieg) – Au (Sieg) Stand: Fahrplanwechsel Dezember 2023 | 60 min                                           |
| S 19  | Düren – Merzenich – Buir – Sindorf – Horrem – Frechen-Königsdorf – Köln-Weiden West – Köln-Lövenich – Köln-Müngersdorf Technologiepark – Köln-Ehrenfeld – Köln Hansaring – Köln Hbf – Köln Messe/Deutz – Köln Trimbornstraße – Köln Frankfurter Straße – Köln/Bonn Flughafen – Porz-Wahn – Spich – Troisdorf – Siegburg/Bonn – Hennef (Sieg) – Hennef Im Siegbogen – (Blankenberg (Sieg) /) Merten (Sieg) – Eitorf – Herchen – Dattenfeld (Sieg) – Schladern (Sieg) – Rosbach (Sieg) – Au (Sieg) Stand: Fahrplanwechsel Dezember 2023 | 60 min                                           |

## Anbindung an den ÖPNV
In der Nähe des Bahnhofs befindet sich eine Bushaltestelle, an welcher die Busse der Linie 299 (Hamm an der Sieg – Bahnhof Au (Sieg) – Hilgenroth – Altenkirchen Bahnhof) verkehren.
Vor dem Bahnhof befindet sich zudem ein Taxistand.

## Ausstattung
Der Bahnhof verfügt über den Hausbahnsteig (Gleis 1), einen Mittelbahnsteig mit vier Bahnsteigkanten und einen Kopfbahnsteig westlich des Empfangsgebäudes (Gleis 11). Am Mittelbahnsteig gibt es neben zwei durchgehenden Gleisen (Gleis 2 und 4) auch noch zwei Kopfgleise, je eines aus jeder Richtung (Gleise 31 und 32). Daneben gibt es vier weitere durchgehende Gleise ohne Bahnsteig.
Der Bahnhof Au (Sieg) verfügt über eine Park-and-Ride- sowie eine Bike-and-ride-Anlage. Früher befand sich im Empfangsgebäude eine Bahnhofsgaststätte. Bis 2020 befand sich  dort ein Reisezentrum, welches von der Westerwaldbahn GmbH (WEBA) betrieben wurde. Die benachbarten Dörfer Hamm an der Sieg und Fürthen sowie das Ufer der Sieg sind fußläufig erreichbar. Der Bahnhof Au (Sieg) dient jedoch überwiegend als Umsteigebahnhof.

## Barrierefreiheit
Mit der Modernisierung des Bahnhofs Au an der Sieg wurden Blindenleitlinien angebracht, die Bahnsteige waren bereits vor der Modernisierung per Aufzug stufenfrei erreichbar.
Nur der Bahnsteig 11 wurde nicht mit Blindenleitlinien versehen und auf 76 cm angehoben, da er seit Bestehen der durchgehenden Linie RB90 (Zusammenlegung der Oberwesterwaldbahn und der Regionalbahn Au–Siegen) im Regelbetrieb nicht mehr bedient wird.

## Tarife
Aufgrund der Lage des Bahnhofs in der Gemeinde Windeck im Rhein-Sieg-Kreis befindet sich dieser im Verbundgebiet des Verkehrsverbundes Rhein-Sieg (VRS). Der Tarif des Verkehrsverbundes Rhein-Mosel (VRM) gilt ebenso als Übergangstarif für Fahrten mit Start-/Zielbahnhof im Gebiet des VRM, welches auch den Kreis Altenkirchen umfasst. Darüber hinaus gelten hier auch die Ländertickets für Nordrhein-Westfalen und Rheinland-Pfalz sowie das Quer-durchs-Land-Ticket.